# Sigrid Johnson
Sigrid Mary Perpetua Johnson, född 17 mars 2006 i Katarina församling i Stockholm, är en svensk barnskådespelare.
Som sjuåring medverkade Johnson i en sketch med Nour El Refai i Melodifestivalen 2014. Johnson har bland annat medverkat i långfilmen Sagan om Karl-Bertil Jonssons julafton (2021), TV-serien Jordskott och julkalendern Tusen år till julafton (2015). År 2022 spelade hon huvudrollen i långfilmen Comedy Queen i regi av Sanna Lenken. Hennes insats ledde till att hon tilldelades en Guldbagge i kategorin Bästa kvinnliga huvudroll vid Guldbaggegalan 2023.

## Filmografi i urval
- 2011 – Bibliotekstjuven (TV-serie)
- 2015 – I nöd eller lust
- 2015 – Jordskott (TV-serie)
- 2015 – Tusen år till julafton (TV-serie)
- 2016 – Morran & Tobias – Som en skänk från ovan
- 2017 – Finaste familjen (TV-serie)
- 2021 – Maria Wern – Som skuggor
- 2021 – Maria Wern – Ondskans djupa rot
- 2021 – Maria Wern – En orättvis rättvisa
- 2021 – Maria Wern – Fienden ibland oss
- 2021 – Heder (TV-serie)
- 2021 – Sagan om Karl-Bertil Jonssons julafton
- 2022 – Comedy Queen
- 2022 – Beck – Dödsfällan
- 2023 – Jana – Märkta för livet (TV-serie)
- 2024 – Släpp taget
- 2025 – Koka björn (TV-serie)